# Algeria ai Giochi della XXVI Olimpiade
L'Algeria partecipò ai Giochi della XXVI Olimpiade, svoltisi ad Atlanta, Stati Uniti, dal 19 luglio al 4 agosto 1996, con una delegazione di 45 atleti impegnati in nove discipline.

## Medaglie
| Medaglia | Atleta             | Sport            | Evento          |
| -------- | ------------------ | ---------------- | --------------- |
| Oro      | Noureddine Morceli | Atletica leggera | 1500 m maschili |
| Oro      | Hocine Soltani     | Pugilato         | Pesi leggeri    |
| Bronzo   | Mohamed Bahari     | Pugilato         | Pesi medi       |